# Faro Francesco Crispi
Il faro Francesco Crispi è un faro situato nel capo Guardafui, in Somalia.

## Storia
A partire dal 1899, gli italiani, che esercitavano il protettorato sulla Somalia intrapresero studi dettagliati e sondaggi per costruire un faro a capo Guardafui. Il primo progetto concreto fu pronto nel 1904. L'Italia chiese che i costi di costruzione e manutenzione del futuro faro fossero condivisi con le altre potenze marittime che avrebbero beneficiato del nuovo faro. La proposta venne accolta, eccetto che dalla Gran Bretagna.
Solo nei primi anni 1920 le autorità della Somalia italiana completarono il faro. Il primo faro venne inaugurato nell'aprile del 1924 con il nome di Faro Francesco Crispi, in onore del primo ministro che si era speso maggiormente per l'avventura coloniale italiana. Il primo faro era faro semplice e funzionale con struttura in metallo costruito in cima al promontorio. Contemporaneamente nel vicino villaggio di Tohen, a 6 miglia dal faro, fu attivata una stazione radiotelegrafica per monitorare il traffico marittimo.
Nel novembre del 1925 e nel gennaio del 1926 le truppe a guardia del nuovo faro e la stazione riuscirono a respingere gli attacchi dei ribelli al dominio coloniale italiano. Il faro subì dei danni durante gli attacchi e per questo motivo le autorità decisero di costruire un faro più resistente, in pietra e cemento armato, dotato di una stazione radio, che fu inaugurato nel 1930. Il nuovo faro di 19 metri fu costruito a forma di fascio littorio. Il faro, che non è più in uso, ha ancora l'enorme lama di ascia in pietra caratteristica del simbolismo fascista. L'immagine del faro appare sulla medaglia della marina reale italiana per i soldati che hanno servito nella Somalia italiana con la scritta Silentia e Sidera. Durante la seconda guerra mondiale, per la sua posizione strategica, il faro fu conquistato dagli inglesi il 16 luglio 1941 durante la campagna dell'Africa Orientale Italiana. Il faro restò acceso anche negli anni '50, durante l'amministrazione fiduciaria italiana della Somalia. L'ultimo suo guardiano dal 1945 al 1956 è stato Antonio Selvaggi, soprannominato «il principe di Guardafui».
Oltre al faro in pietra era presente anche una stazione meteorologica.
Il faro è ora in totale abbandono dopo la partenza degli italiani e le successive guerre che hanno colpito la Somalia. Le autorità italiane hanno richiesto uno studio per dichiarare il faro un "monumento storico" della Somalia e un proposto sito del patrimonio mondiale.

## Targa

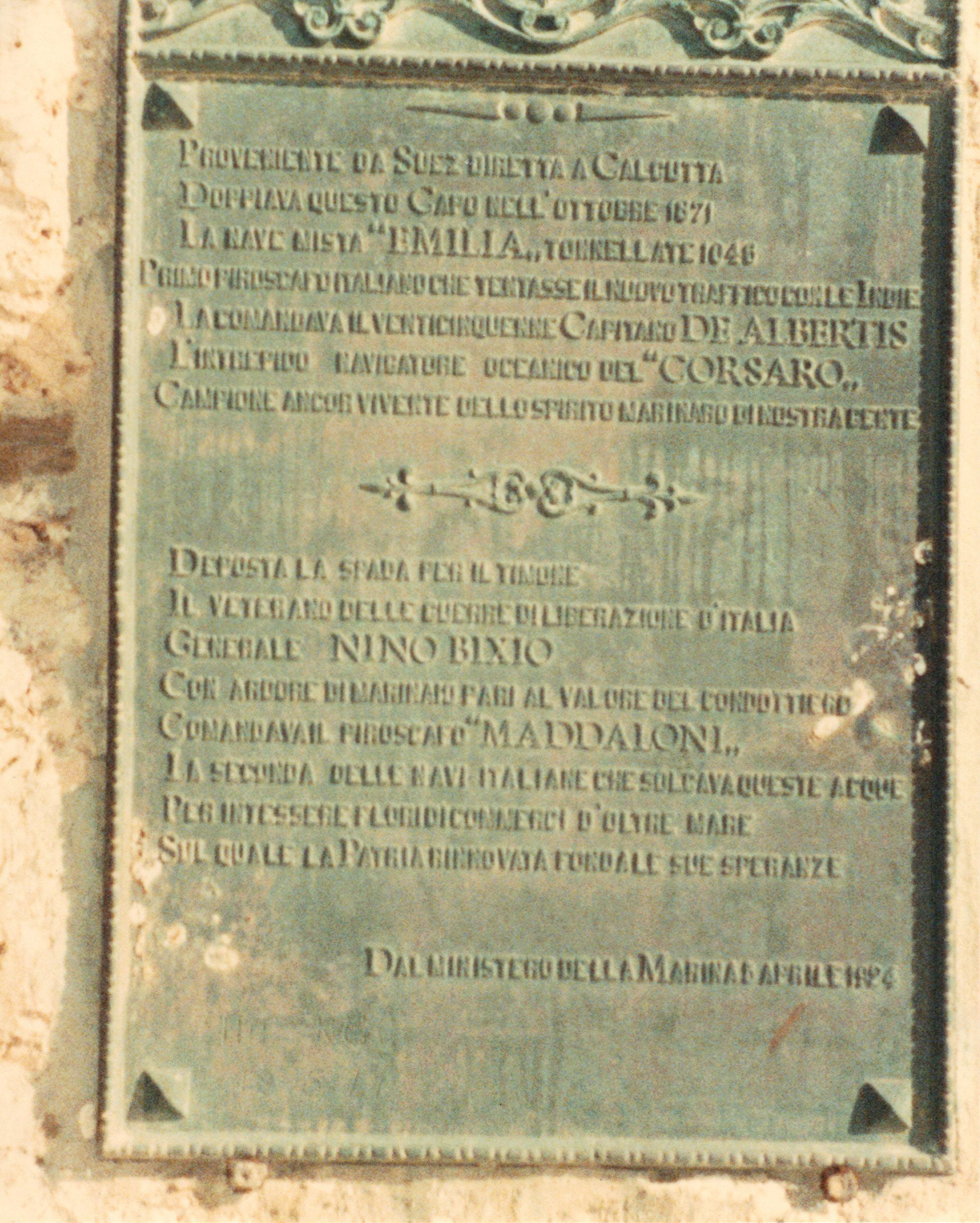
Targa commemorativa del Faro "Francesco Crispi", scritta in italiano nel 1924.

Sul faro, una targa di bronzo reca un'iscrizione che ricorda i nomi dei primi italiani che oltrepassarono il canale di Suez, il capitano De Albertis e Nino Bixio, che recita:
Doppiava questo Capo nell’ottobre 1871

La nave mista “Emilia”, tonnellate 1046.

Primo piroscafo italiano che tentasse il nuovo traffico con le Indie.

La comandava il venticinquenne Capitano DE ALBERTIS.

l’intrepido navigatore oceanico del “CORSARO”

Campione ancora vivente dello spirito marinaro di nostra gente

⸻

Deposta la spada per il timone

Il Veterano delle guerre di liberazione d’Italia

Generale NINO BIXIO

Con ardore di marinaio pari al valore del condottiero

Comandava il piroscafo “MADDALONI”

La seconda delle navi italiane che solcava queste acque

Per interesse e floridi commerci d’oltre mare

Sul quale la Patria rinnovata fonda le sue speranze.

Dal Ministero della Marina, aprile 1924.»